# Лион (окръг, Айова)
Окръг Лион (на английски: Lyon County) е окръг в щата Айова, Съединени американски щати. Площта му е 1523 km², а населението - 11 763 души (2000). Административен център е град Рок Рапидс.